# Pseudanthias hutomoi
Pseudanthias hutomoi là một loài cá biển thuộc chi Pseudanthias trong họ Cá mú. Loài này được mô tả lần đầu tiên vào năm 1976.

## Phân bố và môi trường sống
P. hutomoi có phạm vi phân bố ở Tây Bắc Thái Bình Dương. Loài cá này được tìm thấy ở vùng biển ngoài khơi Brunei, Indonesia, Papua New Guinea và Philippines. Chúng sống ở độ sâu khoảng 30 – 70 m.

## Mô tả
Chiều dài cơ thể tối đa được ghi nhận ở P. hutomoi là 12 cm.
Số gai ở vây lưng: 10; Số tia vây mềm ở vây lưng: 13 - 15; Số gai ở vây hậu môn: 3; Số tia vây mềm ở vây hậu môn: 7; Số gai ở vây bụng: 1; Số tia vây mềm ở vây bụng: 5.

## Tập tính
P. hutomoi sống thành những nhóm nhỏ, bơi gần các rạn san hô trên sườn dốc ngầm.